# Xã Valley, Quận Barber, Kansas
Xã Valley (tiếng Anh: Valley Township) là một xã thuộc quận Barber, tiểu bang Kansas, Hoa Kỳ. Năm 2010, dân số của xã này là 147 người.